# 西成量
西 成量（にし なりかず？）は江戸時代後期・幕末の長崎阿蘭陀通詞。西家第11代。江戸幕府長崎奉行の下で『ドゥーフ・ハルマ』『エゲレス語辞書和解』の編纂や異国船の応対、佐賀藩武雄領主鍋島茂義の下で兵学書の翻訳に従事した。黒船来航以後はエフィム・プチャーチンとの日露和親条約交渉、スターリングとの日英和親条約交渉で通訳等を務めたが、過労のため急死した。

## 生涯
文化8年（1811年）長崎で代々通詞を務める西吉郎右衛門成之の子として生まれた。幼名は松十郎。父の養子吉太郎の養子となり、文政元年（1818年）吉太郎が病気により退職すると、稽古通詞となり、吉十郎と称した。文政10年（1827年）閏6月小通詞末席、天保3年（1832年）11月小通詞並となり、同年『ドゥーフ・ハルマ』翻訳掛に加わった。
天保10年（1839年）5月小通詞助となり、記志十と称した。天保11年（1840年）7月27日小通詞過人となり、天保14年（1843年）大通詞中山作三郎と参府休年出府通詞を務めた。
天保11年（1840年）阿片戦争に危機感を抱いた武雄領主鍋島茂義に家臣として取り立てられ、『ボンベカノン』等の兵学書を翻訳した。
弘化元年（1844年）7月オランダ使節コープスが開国勧告の国書を持って来航し、取扱掛として江戸まで同伴した。弘化3年（1846年）6月フランス船3隻が来航し、取扱掛として薪水を給与した。弘化4年（1847年）大通詞小川慶右衛門と参府休年出府通詞を務めた。
弘化3年（1846年）択捉島に漂着したアメリカ船ローレンス号乗組員が弘化4年（1847年）松前から護送され、取扱掛を務めた。
嘉永元年（1848年）大通詞となり、吉兵衛と称した。同年松前から護送されてきたラゴダ号乗組員の取扱掛を務め、嘉永2年（1849年）来航したアメリカ船プレブル号に引き渡した。
嘉永3年（1850年）9月阿蘭陀通詞はロシア語・英語の学習、『エゲレス語辞書和解』編纂を命じられ、森山栄之助とその世話役を務めた。嘉永5年（1852年）7月カピタンヤン・ドンケル・クルティウスが黒船来航を予言する「別段風説書」を提出すると、その翻訳に従事しつつ、クルティウスと長崎奉行との間の連絡を取り次いだ。
嘉永6年（1853年）7月黒船来航を受けてロシア使節エフィム・プチャーチンが長崎に来航し、通訳団の責任者となり、会談で通訳を務め、森山栄之助・楢林栄七郎と日露和親条約オランダ語訳草案を翻訳した。このロシア使節の中に作家イワン・ゴンチャロフがおり、著書『日本渡航記』に吉兵衛が度々登場する。
嘉永7年（1854年）イギリス使節ジェームズ・スターリングが来航すると、カピタンに蘭訳された開港要求書簡を吉兵衛・西慶太郎・楢林栄七郎で重訳し、日英和親条約交渉の事務に当たった。連日公務に忙殺され、8月16日夜遅く帰宅、翌日17日には長崎奉行とスターリングの会談で通訳を務める予定があったが、朝布団の中で中風により死亡しているのが発見された。
晧台寺西家墓地に葬られ、後に東京染井霊園に改葬された。法名は蘭岡院秀天稼邑居士。

## 訳書
- 『ボンベカノン』 - アンリ＝ジョゼフ・ペクサン（フランス語版）によるペクサン砲試射実験報告書の翻訳[2][3]。
- 『レートダラート』 - J. N. カルテン著『海軍砲術教範』（Leiddraad bej het Onderrigt in de Zee-Artillerie）第6章「大砲用法」の抄訳[4]。

## 『日本渡航記』における記述
西吉兵衛の人となりは、嘉永6年（1853年）のロシア使節に同行したイワン・ゴンチャロフの『日本渡海記』に記されている。外見については、「彼はでっぷりした丸顔で、すべての日本人と同じく赤味はないが浅黒く、上の前歯がひどく出っ張っていた。歯が出ているので仕方がないのだろうが、彼はたえず微笑しているかのように見える。彼はとても敏捷で、せわしげであった。」と記されている。
川路聖謨は『長崎日記』で「才気は栄之助に及ばずといえども、通弁の事は近世希なるものの由」と記しているが、『日本渡航記』ではこの点が強調され、「彼には新しいものへの老化した憎悪はないが、さりとて日本の制度を改正する信念もなく、新しいものを追求する気力に乏しい。彼はひたすら俸給のために勤めていて、八方美人である。」、（異国人について）「何一つ考えていない。日本を取られようと取られまいと、彼には同じことなのだ。」などと記されている。また、前著『オブローモフ』の主人公に似た怠惰な人物として描かれ、副官コンスタンチン・ポシェットが「なぜ英語を勉強しないのか」と尋ねると、「どうしてオランダ語など学んだのか残念でござる」「手前は何もせず臥せているのが好きでござる」と答えたとされる。
しかし一方で、『トンケル・クルチウス覚え書』には対外交渉の公務に忙殺される様子が記録されているほか、上述の通り英語の学習に関わった経歴があり、『渡航記』の記述は割り引いて読む必要がある。

## 門弟
- 高島秋帆[1]
- 堀達之助[1]
- 森山栄之助[10]

## 親族
- 実父：8代西吉郎右衛門成之（天保10年（1839年）8月17日没）[11]
  - 叔父：9代西吉右衛門正典（文化7年（1810年）6月3日没）[11]
- 実母：里寿（椛島嘉佐次娘、文久3年（1863年）2月26日没）[11]
- 養父：10代西吉太郎[11]
- 妻：登美（中山作三郎武徳次女、明治12年（1879年）12月6日没）[11]
  - 長女：中山芳子（与志、中山六左衛門武和妻、文政12年（1829年）10月3日 - 明治31年（1898年）10月4日）[11]
  - 長男：12代西吉十郎成度（天保6年（1835年）6月22日 - 明治24年（1891年）4月7日）[11]
  - 次男：荒木卯十郎成良（荒木熊八養子、天保7年（1837年）生）[11]